# Dario Khan
Dario Khan (Maputo, Mozambique, 24 de enero de 1984) es un exfutbolista de Mozambique que jugaba en la posición de defensa.

## Carrera

### Club
| Periodo   | Club                     |
| --------- | ------------------------ |
| 2003-2004 | Ferroviario de Maputo    |
| 2004-2008 | Al-Hilal Omdurmán        |
| 2009      | Ismaily SC               |
| 2009–2011 | Al-Kharitiyath           |
| 2011–2012 | Liga Muçulmana de Maputo |
| 2012      | Al-Kharitiyath           |
| 2013–2015 | CD Costa do Sol          |
| 2016      | GD Maputo                |

### Selección nacional
Debutó con Mozambique el 22 de junio de 2003 en la victoria por 1-0 ante República Centroafricana en Maputo por la clasificación para la Copa Africana de Naciones de 2004 y su primer gol internacional lo anotó el 28 de julio de 2013 en la victoria por 3-0 sobre Namibia en Maputo por la clasificación para el Campeonato Africano de Naciones de 2014. Su retiro internacional se dio el 15 de noviembre de 2014 en la derrota por 0-1 ante Zambia en Maputo por la clasificación para la Copa Africana de Naciones de 2015, registrando 55 partidos internacionales y anotó dos goles.
Participó en la Copa Africana de Naciones 2010 donde anotó dos autogoles, uno ante Benín y el otro ante Egipto.

## Logros
- Primera División de Sudán (4): 2004, 2005, 2006, 2007
- Copa de Sudán (1): 2004
- Moçambola (1): 2011